# Rose of the World (film 1918)
Rose of the World è un film muto del 1918 diretto da Maurice Tourneur. È conosciuto anche con il titolo The Rose of the World.
La sceneggiatura di Charles Maigne si basa sul romanzo Rose of the World di Agnes Castle e Egerton Castle che, in origine, fu pubblicato su The Saturday Evening Post dal 3 agosto 1904 al 20 febbraio 1905.

## Trama
In India, Rosamond English viene a sapere che suo marito Harry, un capitano dell'esercito, è rimasto ucciso in battaglia. La giovane vedova si dispera, ma poi, passato qualche tempo, si risposa con sir Arthur Gerardine, sperando che il nuovo matrimonio possa farle dimenticare il grande amore della sua vita. Ma non è così. Sir Arthur, oltretutto, anziano e pomposo, contribuisce notevolmente a farle ricordare con rimpianto il suo primo marito.
Rosamond ritorna in Inghilterra dove vuol dare alle stampe collaborando con il tenente Belhune una biografia di Harry. A ripercorrere con la memoria i ricordi che la legano ancora al primo marito, la sua salute mentale peggiora, causandole delle crisi. Sir Arthur giunge dall'India insieme a un servo indiano. Rosamond, delirando, chiede all'uomo di pregare per il ritorno di Harry e il servo, allora, rivela di essere lui Harry, sotto mentite spoglie. I due finalmente sono riuniti e sir Arthur può uscire dalla loro vita.

## Produzione
Il film fu prodotto dalla Famous Players-Lasky Corporation.

## Distribuzione
Distribuito dall'Artcraft Pictures Corporation e Famous Players-Lasky Corporation, uscì nelle sale cinematografiche USA il 7 gennaio 1918.